# Тинторето
Я̀копо Тинторѐто (на италиански: Jacopo Tintoretto; * септември или октомври 1518, Венеция, Венецианска република, † 31 май 1594, пак там), псевдоним на Якопо Кòмин (Jacopo Comin), наричан още Якопо Робу̀сти (Jacopo Robusti), е италиански живописец, един от най-талантливите представители на Венецианската школа и последният голям художник на италианския Ренесанс. Истинската му фамилия Комин е открита през 2007 г. от уредника на Музей „Прадо“ в Мадрид. Заради феноменалната си енергия в живописта е наричан още Яростният (Il Furioso).
Повечето от картините му представляват огромни повествования върху платно, съдържащи множество фигури, погълнати от драматични жестове. Една от най-характерните черти за неговото творчество е играта със светлината. Обикновено е описван като маниерист, въпреки че стремежът му към ефектност е по-малък от стремежа му към елегантност и най-вече към драматизъм. Маниерът му за използване на перспективата и специалното му отношение към ефектите на светлината го правят един от предшествениците на бароковото изкуство.

## Детство
Якопо Тинторето е роден на 29 септември 1518 г. във Венеция като най-голямото от 21 деца. Син е на бояджията Джовани Батиста и оттам идва прозвището му Тинторето – Малкият бояджия. Семейството произхожда от град Бреша в Ломбардия, по онова време част от Венецианската република. Други проучвания за произхода на семейството водят до тосканския град Лука.
Още в детството си Якопо проявява голям интерес към рисуването, като обикновено ползва въглен или боите на баща си за да рисува по стените на дома им. Първият му биограф Ридолфи пише, че момчето тича навсякъде, където нещо се оцветява и често участва в работата на бояджии и художници.
Имената на учителите на Якопо не са известни, но той сам уточнява своите вдъхновители, служили за негов идеал. В по-късни години на вратата на ателието си написва „Рисунъкът на Микеланджело, колоритът на Тициан“. Приет е в студиото на Тициан, но пребивава там за много кратко, по някои данни само десетина дни, и скоро създава собствено ателие. Не е ясно каква е причината за това бързо напускане, както и за последвалата по-късно враждебност от страна на Тициан и неговия кръг – писателят Пиетро Аретино и скулпторът и архитект Якопо Сансовино. За самия Тинторето Тициан си остава въплъщение на златния век на венецианската живопис, върхът на славата и великолепието. В ранния период от неговото творчество, изкуството на Тициан му оказва пряко и силно въздействие.

## Младост
Художниците Джорджо Вазари, Рафаело Борджини и Карло Ридолфи, които са и биографи на Тинторето, пишат, че той живее съвсем скромно. Ежедневието му въобще не прилича на шумния и пищен живот на неговия по-възрастен съвременник Тициан или на приятеля му Веронезе. Заедно с голямото си семейство заема скромно жилище във Венеция, което боядисва сам.
Известно е, че Якопо Тинторето притежава сериозен музикален талант – прекрасно свири на арфа и други инструменти и обича да поставя музикално-сценични пиеси от всякакъв вид. Към близкия му приятелски кръг принадлежат венециански хуманисти, учени, музиканти и художници. Такива са кардинал Даниеле Барбаро, преводач и коментатор на Витрувий, братята Себастиано Вениер и Николо Вениер, Лудовико Долче, изкуствовед, издател, писател и драматург, капелмайсторът Джозефо Дзарлино и други.
Тинторето е амбициозен и много трудолюбив. За да повиши максимално качеството на живописта си, изучава гипсови копия от статуи на Микеланджело, които му изпращат от Флоренция. Известно е, че художникът изучава много подробно човешката анатомия, за която цел прави дисекции на мъртви тела. Рисува често модели от натура, не само огрени от слънчеви лъчи, но и на осветление от факли, като се стреми да овладее разнообразната игра на светлината. От ранна младост до дълбока старост той се упражнява да рисува не само от натура, но и от скулптури и даже манекени. В ателието му има богата колекция от отливки.
Двата най-ранни стенописа на Тинторето, един от които е „Пирът на Балтазар“, са направени почти безплатно и не са достигнали до нас. Първата му работа, която предизвиква интерес, е портрет на двамата с единия му брат, който държи китара, и който по-късно е загубен. Според един документ от 1539 г., когато е само 20-годишен, той вече е независим художник. Първите му самостоятелни произведения от същата година са две митологични картини по поръчка на Пиетро Аретино, завършени през 1545 г. И при двете намират отзвук похватите на различни художници – творческата лекота на Бонифачо Веронезе и Андреа Скиавоне, изтънчената елегантност на Парис Бордоне, силата на пластичните светлосенки на Ил Порденоне, изразителната жизненост на Микеланджело.
Някои от ранните му картини, които все още са запазени, се намират във Венеция – „Въведение на Исус в храма“ в църквата „Санта Мария дей Кармини“, „Благовещение“ и „Христос и самарянката“ в църквата „Сан Бенедето“. За Скуола дела Тринитà рисува четири картини от цикъла „Генезис“. Две от тях – „Изкушението на Адам“ и „Убийството на Авел“ се намират във Венецианската художествена академия.
През 1545 – 1546 г. живее в Рим и Мантуа, а цялото си останало време прекарва във Венеция. През 1547 г. прави „Тайната вечеря“ за венецианската църква „Сан Маркуола“, при която също се забелязва връзката на младия майстор с класическите традиции на венецианската живопис – отчасти с Тициан и в по-голяма степен с Парис Бордоне и Бонифачо Веронезе.
За развиващата се зрелост в стила на рисуване говорят широката ескизна мазка, сложността на ракурса, необичайният избор на много високо поставен хоризонт и съчетанието на богата схема от линии и колорит. Ранните му творби се характеризират с леки, почти прозрачни фигури на заден фон – прийом, придаващ на живописта му особена одухотвореност.
Получава поръчки предимно от религиозни и филантропски братства и е известен със своята безкористност. Нееднократно предлага услугите си на църквата и държавата с единственото условие да му бъдат заплатени само материалите. Грандиозният цикъл в Скуола гранде ди Сан Роко във Венеция е изпълнен срещу символичната сума от 100 дуката годишно.

## Чудото на Свети Марк
През 1548 г., по поръчка на братството на благотворителната организация „Сан Марко“, рисува картината „Чудото на Свети Марк“, която в наше време се намира във Венецианската художествена академия. Изобразява важен момент от живота на Св. Марк, когато той се спуска от небето, за да спаси изтезания роб, който не се е подчинил на господаря си и е отишъл да се моли на гроба на светеца. Платното е резултат от търсенията на младия художник и един вид синтез на въздействието, оказано върху него от живописта на Тициан и други венецианци, изкуството на Микеланджело и римо-флорентинския маниеризъм. Композицията на картината е построена на базата на диагонали и криви, смели ракурси и неочаквани пози. Колоритът се базира на честото венецианското противопоставяне на плътни и силни цветове на преден план и неутрален фон на заден. Изобразеният трагичен конфликт, пластичната мощ и страстната динамика на форми и цветове, приближават Тинторето към работите на Микеланджело. Тази картина носи на автора си широка популярност и той получава няколко нови официални поръчки – за прокуратурата при Двореца на дожите, за поредица от венециански църкви и няколко религиозни общности. Рисува и много портрети, поръчани му от монарси, дожи и висшата аристокрация на Италия.

## Зрелост
През целия си живот Тинторето работи винаги извън всякакви академични спогодби и напълно независимо от останалите големи художници във Венеция през втората половина на 16 век – Тициан, Паоло Веронезе и Якопо Басано.
В портретите си набляга не толкова на външното, а по-скоро на вътрешните качества на модела и неговата емоционалност. Фигурите са съвършено статични, а в по-късните му години – даже почти безтелесни. За всичките му портрети е присъщо излъчване на благородство, сериозност и аристократизъм, което е особено подчертано в „Мъжки портрет със златна верижка“ (1550 – 1560), намираща се в музея „Прадо“ в Мадрид. В портретите му няма нищо случайно и наред с пълната физическа пасивност, особено в късните му работи, им е присъща необичайна острота и наситеност на духовните качества. Такива са портретите на Алвизе Коронаро, намиращ се в галерия „Пити“, Флоренция, на венецианския дож Себастиано Вениер, сега в Музея на историята на изкуството във Виена.
Тинторето, не без основание, е сочен като много добър портретист. В Двореца на дожите има поредица от портрети на дожи, в галерия Уфици във Флоренция е изложен портретът на Якопо Сансовино. В най-късните му портрети погледът винаги е насочен към зрителя, но усещането е, че очите не го виждат, а са вглъбени навътре в себе си, към вътрешния си мир. Тази изолация винаги е съпроводена с оттенък на меланхолия и леко въпросително недоумение. Добър пример в това отношение е неговият автопортрет, който се пази в Лувъра.
През 1550 г. се жени за Фаустина дей Вескови, дъщеря на венециански благородник, пазител на Scuola Grande di San Marco. Тя му ражда няколко деца – вероятно трима сина и пет дъщери. Предполага се, че майката на най-възрастната дъщеря Мариета е германка, с която художникът е имал връзка преди брака. Някои от тях, като Мариета и синовете му Доменико (1560) и Марко (1561), му помагат в неговата работа и оставят собствени произведения. По-късно тримата стават самостоятелни художници. Най-малката му дъщеря Отавия се омъжва за сътрудника на баща ѝ – художникът Себастиано Касер, който продължава традициите на Тинторето след неговата смърт.
Едно от най-големите постижения на Тинторето през този период са серията платна, рисувани около 1550 г. за Scuola della Santissima Trinitá, от които най-впечатляващо е „Сътворението на животните“. В блясъка на златиста светлина, която не пропъжда изцяло мрака, обгърнал новосъздадената земя, е изобразен Бог, който сякаш спира в средата на въздуха при акта на сътворението. Животните се втурват иззад гърба му, птиците политат в небето като стрели, изскачащи от ръката му, а рибите се стрелкат във водата.
Бързината му на работа, смелата и свободна техника на рисуване, както и фактът, че Тинторето в голяма степен е самоук, създават у някои от съвременниците му представа за повърхностен и небрежен маниер на живописта му. Независимо от това, за разлика от всички предшестващи практики на венецианската живопис, Тинторето придава най-голямо значение на маниера на рисуване. По негови думи колоритът може да се постигне с бои, които се купуват отвсякъде, но изкуството на рисуване се постига само с огромен и упорит труд.

## Църквата „Санта Мария дел Орто“
Серията от известните му религиозни картини започва с един от неговите шедьоври – „Въведение в храма“. Рисувана е за венецианската църква „Санта Мария дел Орто“. След създаването ѝ, характеристика на неговите картини стават погледът с много ниско поставен хоризонт, построяването на картините в стръмни диагонали, стройни и удължени фигури със сравнително малки глави и преливащи в сдържана гама цветове.
В края на 1550-те години Тинторето отново рисува за олтара на църквата „Санта Мария дел Орто“, този път две картини – „Поклонението на златния телец“ и „Страшния съд“. Първата представлява огромно платно, поставено вляво от олтара, стигащо от пода почти до върха на свода. В картината самият телец не е най-главният персонаж. Тинторето е известен с майсторската си работа със светлина и сенки, което е ясно демонстрирано в тази картина. Златният телец и покланящите му се израилтяни са разположени в полумрак в долната част на платното. Този полумрак се концентрира в тъмнина около фигурата на идола. Картината е много богата на персонажи, както почти винаги при работите на Тинторето. Тук се намират и съмняващите, и убеждаващите, и пияни, и готови да се плодят и размножават на място. Има и искрено вярващи в телеца, които се взират в него с възхищение. И над всички тях се тълпят мрачни облаци, предвещаващи бедствия. А още по-нагоре блести ярък сноп светлина и множество летящи ангели, носещи скрижалите на завета. В центъра на това сияние се издига изтощеното тяло на Мойсей, който не се е хранил в продължение на 40 дни, но сияещ и преобразен. Подчертана е разликата между потъналите в разврат и идолопоклонничество израилтяни долу и безкрайната чистота на горния свят, в който вече се намира Мойсей.
Вдясно от олтара, със същата форма и размери се извисява второто платно – „Страшният съд“. При него отново се наблюдава подчертаният контраст между издигащите се нагоре праведници и падащите в глъбините на ада грешници. По същия начин е показана и ясна граница между светлината и тъмнината – вместо облаци, тук има тъмна, почти хоризонтална линия, за която със сетни сили са се вкопчили пропадащите. Изобразените движения и жестове на някои места внезапно прекъсват, другаде се преплитат и преминават от една фигура в друга, някъде са недоизказани и изглеждат ту затруднени, ту поривисти. След „Страшния съд“ на Микеланджело е много трудно да се направи нова картина по темата, но Тинторето се справя блестящо с това предизвикателство.
В църквата има още четири работи на Тинторето – „Видението на апостол Петър“, на което той се вижда разпънат на кръста, „Екзекуцията на апостол Павел“, посечен с меч като римски гражданин, „Въведение Богородично“ и „Света Агнес връща живота на сина на префекта“.

## Цикълът на Свети Марк
През 1562 година Тинторето започва своя известен цикъл от картини, посветени на живота на свети Марк, покровителя на Венеция, предназначени за Двореца на дожите. Към него спадат „Похищението на тялото на св. Марк“, „Спасението на сарацина“, „Св. Марк извършва много чудеса“, сега във Венецианската художествена академия и „Откриването на тялото на св. Марк“ в Пинакотека „Брера“ в Милано. Цикълът е завършен през 1566 г. с монументалната композиция „Тайната вечеря“, намираща се във венецианската църква „Сан Тровазо“. Тези произведения са посрещнати с възхищение дори от Тициан, Пиетро Аретино и техните приближени.

## 1560-те години
През 1566 г. Тинторето, заедно с Тициан, Андреа Паладио, Якопо Сансовино и Франческо Салвиати е избран за член на Флорентинската художествена академия. В следващите години изпълнява множество официални поръчки като двете големи композиции за Двореца на дожите – отново „Старшния съд“ и „Битката при Лепанто“. И двете са унищожени при пожар през 1577 г. Художникът участва още в оформлението и вътрешния дизайн на библиотеката „Св. Марк“ в родния му град, подготвя поредица от картони за мозайки, рисува многобройни портрети, например загубеният вече портрет на френския крал Анри III Валоа.
Дворецът на дожите е запазил много от произведенията на Тинторето. Като примери за пластичност и красота са сочени „Палада преследва Марс“, „Ариадна, коронясана от Венера“, „Свети Георги убива дракона“, „Сватбата на света Катерина“. Сред историческите му картини могат да бъдат посочени „Легатите на папата и дожа на Павия пред Фредерик Барбароса“, „Отбраната на Бреша през 1483“, „Завземането на Галиполи през 1484 г.“, „Венеция, кралицата на морето“.
През 1560-те години се сближава с художника Паоло Веронезе, с когото остава близък приятел до неговата смърт. През тези години рисува картини с митологични сюжети като „Млечният път“, която в наши дни се намира в Лондон. Някои от платната му представляват алегории, прославящи Венеция: „Обричането на Бакхус и Ариадна“ – като кралица на моретата, „Ковачницата на Вулкан“ – военната ѝ мощ, „Минерва прогонва Марс от Мира и Изобилието“ – мъдростта и дипломатичността, „Меркурий и трите грации“ – богатството и красотата.

## Скуола Гранде ди Сан Роко
Основната работа, на която се посвещава Тинторето през последните 30 години, са картините за Братството „Св. Рох“ (Скуола Гранде ди Сан Роко), за което изпълнява 56 платна, много от тях, като например „Голгота“, на необичайно голяма площ. Братството е едно от най-влиятелните във Венеция и е създадено с цел подпомагане на бедните и болните. През 1564 г. ръководството на Сан Роко решава да поръча украса на двореца и тавана на голямата зала в него. Организира конкурс за най-добър проект между известните живописци, в който участват освен Тинторето, още Паоло Веронезе, Джузепе Салвиати и Федерико Дзукари. Вместо да представи исканата скица, Тинторето за много кратко време донася изцяло завършената картина „Славославене на свети Рох“, която подарява безвъзмездно на братството и с това печели конкурса. От този момент художникът все повече се сближава с хората от братството и през същата година става негов член. През следващата година рисува първото си платно за него – „Разпятие“, което е едно от най-големите в света. Между 1564 и 1567 г. рисува 27 композиции за тавана и стените на Hall of the Hostel, от 1576 до 1581 създава 25 платна за тавана и стените на Горната зала, а между 1582 и 1587 г. – осемте големи платна в Долната зала.
През 1576 година Тинторето отново се връща към работите си за Скуола Гранде ди Сан Роко и се задължава за празника на светеца да подари на братството централната и най-голяма композиция на тавана – „Медната змия“. На следващата година завършва още две картини, срещу заплащане само на платното и боите, без да получи възнаграждение за работата си. През 1577 г. поема ангажимент към братството да завърши тавана и да нарисува 10 картини за стените, като изработва по 3 всяка година. За тази огромна работа той иска само годишна рента от 100 дуката. В периода 1578 – 1581 г. прави 10 композиции за горната зала, от 1582 до 1584 г. работи по стените на долната зала, където рисува „Историята на Дева Мария“. Завършва цикъла със „Срещата на Дева Мария с Елисавета“ на главното стълбище (1588).
По тавана на горната зала са изрисувани събития от Стария завет, а по стените – епизоди от Новия завет. При това художникът разпределя отделните събития не хронологично, а тематично, подчертавайки трите големи теми на тавана – живата вода в „Мойсей извлича вода от скалите“, хляба насъщни в „Събиране на манната небесна“ и силата на духа, преодоляващ болката и смъртта в „Медната змия“. Драматичното напрежение расте от краищата към средата на залата и кулминира в централната композиция „Медната змия“, край която са разположени две картини с пророчески видения – „Стълбата на Иаков“ и „Видението на Езекил“. На срещуположната стена поставя най-наситените със светлина образи – „Възкресение“ и „Възнесение“.
За десетилетия работа по горната и долната зала Тинторето рисува и ред исторически картини от т. нар. цикъл „Гондзага“.

## Раят
Сред много съкровища на Венеция, малцина са по-зрелищни от „Раят“ на Тинторето, който се намира в Двореца на дожите. Рисува я, когато вече е 70-годишен, с помощта на сина си Доменико. Тя е с размери почти 22,6 х 9,1 m и е най-голямото платно, рисувано от него. Обхваща една цяла стена в помещението, в което някога се е упражнявала централната власт във Венеция. В нея се събира Великият съвет, където около 2000 аристократи работят над законодателната политика. Това е изумителна по своя мащаб работа и последният шедьовър на Тинторето.
Първите фрески в залата са направени в готически стил от художника Гуаринто ди Арпо, но те са унищожени от голям пожар през 1577 г. След пожара венецианското правителство обявява конкурс, на който скици представят Тинторето, Веронезе, Якопо Басано, Якопо Палма Млади и Федерико Дзукари. Първоначално комисията възлага работата на Тинторето и Веронезе, тъй като се очаква те като добри приятели да си сътрудничат безпроблемно. Този план обаче се променя след смъртта на Веронезе през 1588 г. и цялата работа остава за Тинторето, който променя дизайна и изпълнява задачата по нова скица. По други данни конкурсът е спечелен от Веронезе, но след неговата смърт работата е поета от Тинторето като най-големият жив художник на Венеция.
Драматизмът със сигурност присъства в картината, но се различава от по-каноничните работи с повече колорит и по-малко развитие, а композицията е децентрализирана. Картината малко напомня на морски пейзаж и изглежда като буен воден поток с тъмносини вълни и бели гребени. Това море обаче е съставено от човешки фигури и дори гребените са пълни с хора. Белите форми на първата скица са представлявали облаци, докато всеки сантиметър в окончателната версия е запълнен с персонаж, издигащ се към рая. На някои места фигурите даже частично се припокриват, насложени една върху друга, а най-горната част е заета от ангели, кръжащи във всички посоки. Част от личностите, изобразени на платното са знатни венецианци, покровители на Тинторето.
В най-горната централна част на картината е изобразен Христос, сияещ сред силна светлина. Вляво от него, обърната към сина си, но разположена малко по-ниско се намира Дева Мария, около която също блести светлина, макар и на по-малка площ. По този начин Тинторето подчертава върховната власт в рая на Христос.

## Последни години
В началото на шестото десетилетие, когато творчеството му става по-спокойно и динамиката на фигурите не е така подчертана, и когато използва по-хармонични и ясни хроматични тонове, изобразяването на светлината запазва своята основна роля. Това прави впечатление при много от шедьоврите му от онова време – „История на битието“ за Scuola Della Trinità, която днес е в галерията на Художествената академия, „Сузана и старците“ в Музея на историята на изкуството във Виена.
След смъртта на Тициан Тинторето и Веронезе са двамата водещи художници във Венеция, които контролират най-големите ателиета. В периода 1581 – 1590 г. Тинторето създава 4 батални сцени в голямата зала на Двореца на дожите, една от които е „Завладяването на Задар“. По същото време рисува и своя шедьовър „Битката на архангел Михаил със сатаната“.

Рисува и картини за някои венециански църкви – „Разпятие“ и „Възкресение“ за църквата „Сан Касиано“, „Сватбата в Кана“ за „Санта Мария дела Салуте“, „Кръщението на Христос“ за „Сан Силвестро“, „Тайната вечеря“ за „Сан Джорджо Маджоре е Сан Джовани“.
Нито един художник не се връща така често към темата на Тайната вечеря като Тинторето. На тази тема рисува картини за църквите „Сан Маркуола“ (1547), „Сан Симеоне“ (около 1560), „Сан Тровазо“ (около 1565), „Сан Паоло“ (1578) и други. Пръв в италианската живопис Тинторето изразява не драматичния момент на предателството, а мистичния момент на утвърждаване на тайнството – „Сие есть Тело Мое“. Сред последните работи на Тинторето най-важно място заема „Тайната вечеря“ за базиликата „Санта Мария Маджоре“, рисувана в годината на неговата смърт.
Тинторето има много малко ученици. На първо място това са двамата му сина Доменико и Марко, които често работят заедно с него, но имат и самостоятелни творби. Много от картините на Доменико, по подобие на тези на баща му, са с впечатляващи размери. Нито един от двамата обаче не достига до майсторството на Тинторето. Мариета Робусти, най-голямата му дъщеря, също учи при него и е високо уважавана от своите съвременници художничка. Нито една от нейните картини обаче не е достигнала до наши дни. Към тях се присъединява Мартин де Вос от Антверпен. Отражение от творбите на Тинторето се наблюдават при испанския художник от гръцки произход Ел Греко, който вероятно е видял картините му по време на престоя си във Венеция.
Якопо Тинторето умира на 31 май 1594 г. в родната си Венеция на 75-годишна възраст и е погребан в църквата „Санта Мария дел Орто“.